# Деньги в обмен на золото
«Деньги в обмен на золото» (англ. Cash For Gold) — второй эпизод шестнадцатого сезона сериала «Южный парк», премьера которого состоялась 21 марта 2012 года. Его сюжет разворачивается вокруг деятельности торговой сети J&G, которая посредством телевизора обманывает пожилых людей, продавая им безделушки по высоким ценам, а также вокруг предпринимательской деятельности Картмана, который традиционно попытался заработать таким же образом.

## Сюжет
Дедушка Стэна Марвин Марш покупает ему в подарок галстук боло с 14-каратным золотом и алмазами за 6000 долларов, «реальная цена» которого согласно рекламе около $50 000. Когда же Стэн захотел избавиться от него, оказалось, что скупщики золотых украшений принимают его не более чем за $15. Стэн узнаёт, что дедушка сделал эту покупку через торговую сеть J&G, которая через телешоу продаёт дешёвые безделушки по высоким ценам практически ничего не соображающим старикам. Поэтому когда Марвин, который страдает от болезни Альцгеймера, хочет купить дорогое украшение и для внучки Шелли, Стэн неудачно пытается отговорить дедушку от этого.
Стэн решает докопаться до корня проблемы и разобраться со спекулянтами, для чего, вместе с Кайлом и Кенни начинает исследовать цепочку перепродаж дешёвых золотых украшений. Картман же в это время, узнав о существовании такого выгодного бизнеса, пробует открыть аналогичное телешоу, чтобы нажиться на стариках, в чём ему помогает Баттерс. Расследование приводит Стэна в Индию, где находится завод по производству злополучных украшений. Там ему рассказывают о схеме их производства-продажи-переплавки, которая представляет собой замкнутый самодостаточный цикл. В подарок от рабочего завода Стэн получает красивую рамку для фото.
Возвратившись домой, Стэн вставляет в подаренную рамку фото деда с его любимым бордер-колли по имени Патчи и дарит его Марвину. Заканчивается эпизод тем, что старики, последовав примеру Стэна, звонят ведущему телемагазина J&G и доводят его до самоубийства в прямом эфире.

## Факты
- Когда Картман в своей передаче продаёт старушке бразильское изумрудное кольцо, он спрашивает её, любит ли она «факать маленьких мальчиков». Тот же вопрос он задавал своей матери в эпизоде «Человекайпадоножка», когда она отказывалась покупать ему iPad. Подобные шутки повторяются всю серию.
- В один из эпизодов показывают, как вместе с дешёвыми украшениями рабочие расплавляют «Оскар», на котором написано «Шон Пенн», за фильм «Харви Милк».
- Польку, звучащую во время показа «круговорота» золота, исполняют сами создатели мультсериала — Трей Паркер и Мэтт Стоун.
- В эпизоде появляется Лерой Дженкинс.
- Сокращённое названия телемагазина (с EZ Pay до E Pay), возможно, является пародией на существующую компанию Ebay.
- Хотя над Стэном в течение серии регулярно подшучивают за галстук-боло, такой же аксессуар в каждой серии, где он появляется, носит другой персонаж — мальчик-гот Пит (у него галстук-боло с красной вставкой).
- Одна из старушек покупает бижутерию для своей внучки, которая живёт в Джефферсоне. Этот городок действительно находится рядом с городом Фэйрплей - реальным прототипом Южного Парка.